# 鼩形獸屬
鼩形獸屬（學名：Galeops）是已滅絕合弓綱的一屬，屬於異齒亞目的奔龍獸下目，生存於二疊紀中期的南非。根據下頜可以做出前後移動的動作，鼩形獸被認為草食性動物。